# 8051 Pistoria
8051 Pistoria è un asteroide della fascia principale. Scoperto nel 1997, presenta un'orbita caratterizzata da un semiasse maggiore pari a 2,2564062 UA e da un'eccentricità di 0,1405988, inclinata di 5,52904° rispetto all'eclittica.